# دانشگاه کالج ماز
دانشگاه کالج ماز (به هلندی: University College Maastricht) یک دانشگاه  در هلند است که در ماستریخت واقع شده‌است.